# Artiom
Artiom (en ruso: Артём) es una ciudad de 102 330 habitantes (según el censo de 2009) en el krai de Primorie en Rusia, 53 km al noreste de la metrópoli Vladivostok.
En la ciudad predominan las viviendas de entre 1 y 5 plantas fabricados con teja o panelák. También hay una cantidad importante de casas unifamiliares de madera.

## Historia
La ciudad se fundó en 1924 en las cercanías de una mina de carbón. El nombre de la ciudad hace honor al famoso revolucionario Artyom (de nombre completo Fyodor Andreyevich Sergeyev). El 26 de octubre de 1938 la localidad recibió el estatus de ciudad.
En 2004 se adhirieron algunas localidades cercanas como Artyomowski, Sawodskoi y Uglowoye, de forma que la población ascendió de 64.000 a más de 100.000.

## Economía y transportes
En la ciudad se encuentran algunas industrias, principalmente de la industria del mueble y de la ropa. En la ciudad también hay una cantidad importante de joint ventures.
La mina de carbón fue siempre el motor económico de la localidad, pero pierde en importancia, dado que las reservas de carbón se reducen.
En la ciudad se encuentra la estación de trenes de mercancías más importante del krai de Primorie, anualmente se tramitan 12 millones de toneladas hacia Vladivostok y 24 millones de toneladas hacia Najodka.
El Aeropuerto Internacional de Vladivostok se encuentra a unos 12 kilómetros al norte de la ciudad.

## Educación
- Filial de la Universidad Técnica Estatal del Lejano Este
- Filial de la Universidad Estatal del Lejano Este